# ویلیام همیلتون (دیپلمات)
ویلیام همیلتون (زاده ۱۳ دسامبر ۱۷۳۰ –درگذشته ۶ آوریل ۱۸۰۳)،دیپلمات، عتیقه‌شناس، باستان‌شناس و آتشفشان‌شناس اسکاتلندی بود.پس از مدت کوتاهی که نماینده مجلس بود،از ۱۷۶۴ تا ۱۸۰۰ به عنوان سفیر بریتانیا در پادشاهی ناپل خدمت کرد.آتشفشان‌های وزوو و اتنا را مطالعه کرد،عضو انجمن سلطنتی و دریافت کنندهٔ مدال کاپلی شد.دومین زن او اِما همیلتون بود که به عنوان معشوقهٔ هوریشیو نلسون معروف شد.